# 朝鮮民主主義人民共和国における選挙

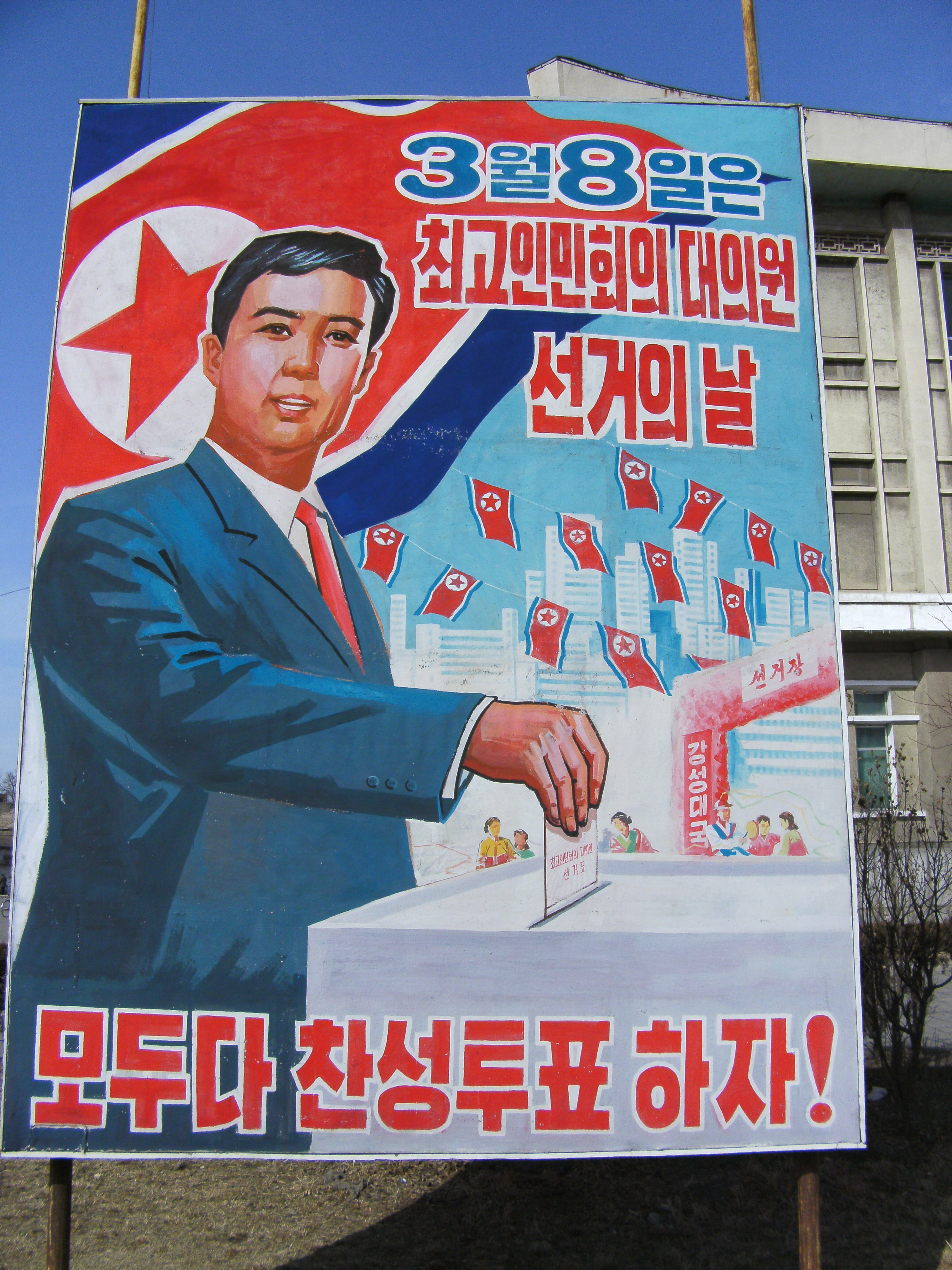
「みんなで賛成投票しよう！」とスローガンが書かれた平壌の宣伝ポスター。

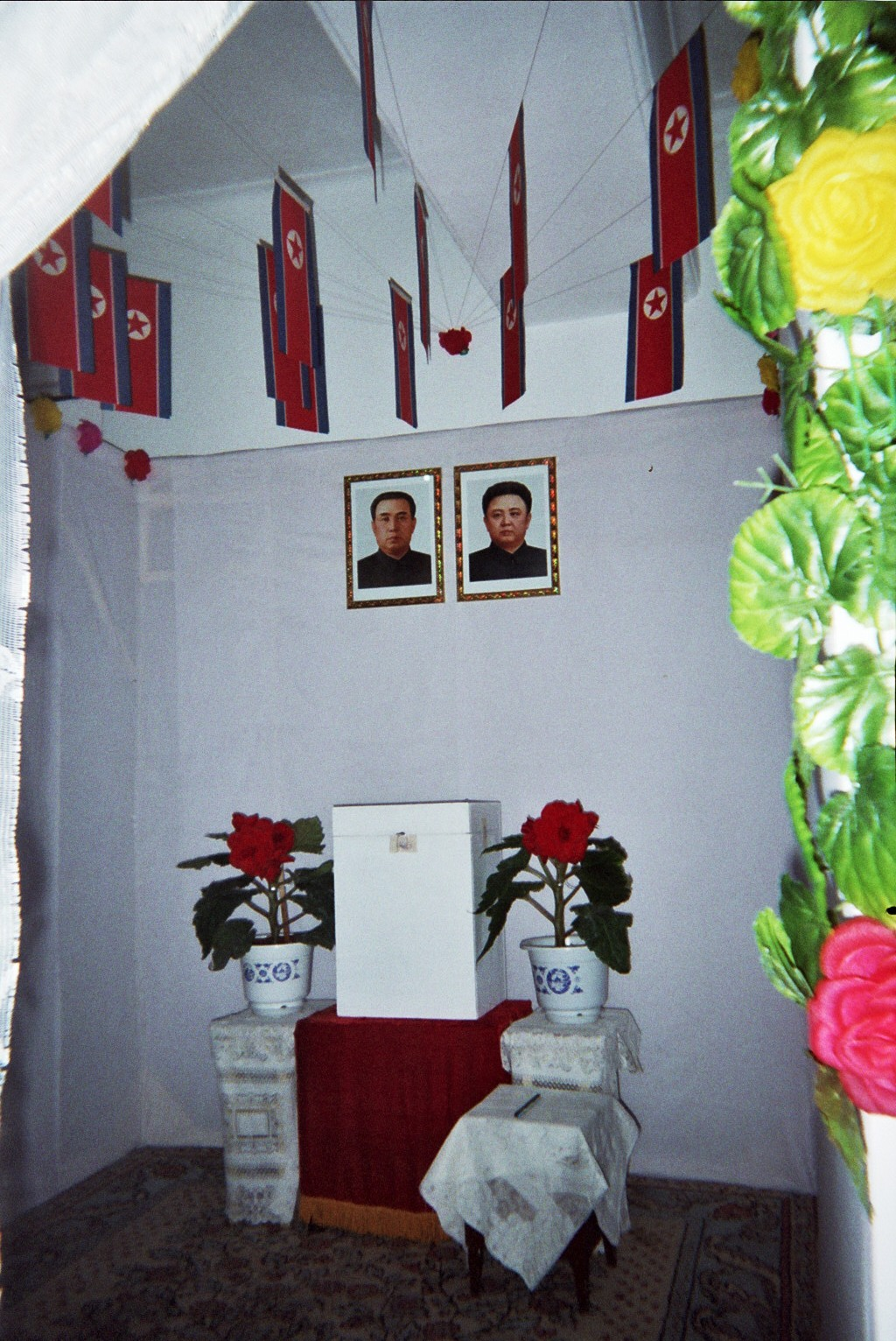
投票所。有権者が候補者の名前を消したい場合は、投票箱の横にある赤いペンで行う必要がある。

朝鮮民主主義人民共和国（北朝鮮）の選挙は、国の議会である最高人民会議では4〜5年ごとに、地方人民会議では4年ごとに開催される。  
すべての議席は祖国統一民主主義戦線が勝ち取っている。朝鮮労働党の創設と与党が最前線を支配し、議席の87.5％を占め、朝鮮社会民主党が7.4％、天道教青友党が3.2％、独立議員が1.9％である。 選挙結果においては、民主戦線の候補者の承認は全会一致またはほぼ満場一致で、2023年11月の朝鮮中央通信のニュースによると、統一地方選挙（地方人民会議選挙）の投票率は99.63％であり、人民会議代議員候補者への賛成票は、道（直轄市）が99.91％、市（区域）と郡が99.87％を占めた。北朝鮮の選挙は、多くの人から不正選挙であると批判されてきた。

## 手順
北朝鮮のLi Chun Sikは、列国議会同盟の議会事務総長協会の会議で、マイケル・マーシャルが出した質問に答えて次のように述べた。「候補者は誰でも推薦することができるが、すべての候補者は政党が推薦するのが慣例であった。これらの候補者は統一戦線で審査され、中央選挙管理委員会で議席に割り振られる。そして、各座席の候補者は、職場などで開かれる選挙人の会合で検討され、選挙当日、選挙人は投票用紙に候補者の賛否を記入することができた。」
各投票用紙には候補者が1人だけ表示される。選挙は名目上は秘密投票によって行われ、有権者は候補者の名前を消して反対票を投じることができるが、秘密を使わずに名前を消して行う必要がある。投票は必須であり、投票率は習慣的にほぼ100％となっている。 
最高人民会議のメンバーは5年の任期で選出され、年間最大10日間の会期に出席する。。
最高人民会議では常任委員会を選出する。この委員会は、議会が実際には1年のうち数日を除いて開催されていないときに立法機能を行使する。また、国家元首たる国務委員会の委員長（金正恩）、最高人民会議常任委員会委員長、および首相らを選出する。 

### 地方選挙
1999年から地方選挙が行われている。人々は、4年ごとの地方選挙で、市、郡、および道の人民議会の代表を選出する。代表者の数は、各管轄区域の人口によって決定される。
市長と知事は直接選挙されない（間接選挙）。彼らの役割は、選出されていない、より影響力のある市や道の党書記と協力することである。

## 批判
北朝鮮の選挙は、茶番劇や国勢調査ではないかと説明されてきた。すべての候補者が祖国統一民主主義戦線によって選ばれ、議席は競争力がない。投票率がほぼ100％であるため、選挙は非公式の国勢調査を兼ねている。伝えられるところによると、最末端の監視組織の「人民班」がサボタージュを監視している。
有権者は候補者の名前を消して反対票を投じることができるが、秘密を守ることなく別のブースで投票する必要がある。多くの脱北者が主張する反抗行為はリスクが高すぎて試みることすらできない。最近の選挙では、「いいえ」の投票のための別々の投票箱があった。公務員候補に反対票を投じたり、投票を拒否したりすることは反逆行為と見なされ、実際に職と住居を失うことに直面する。

## 最新の選挙
最新の選挙は2023年11月26日に行われた2023年朝鮮民主主義人民共和国統一地方選挙である。以下の表はその前の選挙である2019年3月10日のものである。。
| 統一会派             | 党                   | 投票 | ％    | 議席 |
| -------------------- | -------------------- | ---- | ----- | ---- |
| 祖国統一民主主義戦線 | 在日本朝鮮人総聯合会 |      |       | 5    |
| 祖国統一民主主義戦線 | その他               |      |       | 682  |
| 合計                 | 合計                 |      | 100   | 687  |
| 登録投票者/投票率    | 登録投票者/投票率    |      | 99.99 | –    |
| 出典：               |                      |      |       |      |

## 過去の選挙

### 補欠選挙
- 1959年